# Конрад I фон Франкенщайн
Конрад I фон Франкенщайн (на немски: Konrad I von Frankenstein; Conrad I von Frankenstein; * пр. 1266, замък Бройберг; † сл. 1292, замък Франкенщайн в Оденвалд) е господар на Франкенщайн в Оденвалд и рицар.

## Произход
Той е син на Конрад II Райц фон Бройберг († 1264) и съпругата му Елизабет фон Вайтерщат († сл. 1275).
Баща му построява преди 1250 г. замък Франкенщайн в Оденвалд, споменат на 2 юни 1252 г., основава и господството Франкенщайн и се нарича на него фон Франкенщайн.

## Фамилия
Конрад I фон Франкенщайн се жени за Ирменгард фон Магенхайм († сл. 1292), дъщеря на Еркингер V фон Магенхайм († 15 април 1308) и Анна († сл. 1308). Те имат децата:
- Еркингер фон Франкенщайн († сл. 1321), женен за Еуфемия фон Ербах († сл. 1321), дъщеря на Йохан I, Шенк фон Ербах-Райхенберг († 1296) и Анна фон Ринек († 1306)[4]
- Елизабет фон Франкенщайн († 29 януари 1344), омъжена за Зифрид фон Щраленберг († сл. 1368)
- дъщеря, омъжена ок. 1330 г. за Конрад фон Роденщайн (* ок. 1300: † пр. 1340)